# 萬振西
万振西（1914年—2006年9月12日），湖北汉川人。1955年授予中国人民解放军少将军衔。
。生于1914年，授衔时41岁。浙江省军区原副司令员。荣获三级八一勋章、二级独立自由勋章、一级解放勋章。2006年9月12日在杭州逝世，享年92岁。

## 生平
- 抗日战争中曾任冀中军区第9军分区332团团长，率部参加了百团大战。
- 1949年9月15日任芜湖市军事管制委员会委员。
- 抗美援朝时于1952年7月至11月入朝参战，任第二十三军参谋长。

## 荣誉
1988年被中央军委授予一级红星功勋荣誉章。